# Akershus
Akershus – okręg Norwegii, położony na południu kraju. Graniczy z okręgami Buskerud, Hedmark, Oppland, Oslo oraz Østfold, a jego południowo-wschodnia granica stanowi zewnętrzną granicę Norwegii ze Szwecją (Värmland).  Zajmuje powierzchnię 5895 km² i jest zamieszkany przez 701 565 osób (2022). Ośrodkiem administracyjnym okręgu jest Oslo. 
Okręg przestał istnieć 1 stycznia 2020, gdy na podstawie reformy z 2017 został włączony, wraz z okręgami Østfold oraz Buskerud, do nowo utworzonego okręgu Viken. W 2022 Storting zadecydował o cofnięciu części tej reformy, w tym likwidacji okręgu Viken. Nowy podział administracyjny wszedł w życie 1 stycznia 2024 i od tego momentu Akershus ponownie jest samodzielnym okręgiem.
Nazwa okręgu nawiązuje do twierdzy Akershus.

## Gminy
Okręg podzielony jest na 21 gmin:
- Asker
- Aurskog-Høland
- Bærum
- Eidsvoll
- Enebakk
- Frogn
- Gjerdrum
- Hurdal
- Jevnaker
- Lillestrøm
- Lunner
- Lørenskog
- Nannestad
- Nes
- Nesodden
- Nittedal
- Nordre Follo
- Rælingen
- Ullensaker
- Vestby
- Ås

Gminy okręgu Akershus

Przed 2020 rokiem, kiedy Akershus jako okręg został zlikwidowany na rzecz okręgu Viken, w okręgu funkcjonowały również gminy Fet, Skedsmo, Ski i Sørum, nie istniały natomiast utworzone 1 stycznia 2020 gminy Lillestrøm i Nordre Follo.